# Simone (film)
Simone, även stiliserat som S1m0ne, är en amerikansk satirisk science fiction film från 2002 i regi av Andrew Niccol.

## Handling
Regissören Viktor Taransky (Al Pacino) har fått sin film avbruten efter kreativa meningsskiljaktigheter med skådespelerskan Nicola Anders (Winona Ryder) och ex-frun Elaine Christian (Catherine Keener) är filmbolagschefen som tvingas ge Taransky sparken. Räddningen för Tarensky kommer med ett mystiskt dataprogram från den döende Hank Aleno (Elias Koteas). Med hjälp av dataprogrammet så skapar Taransky sin egen virtuella skådespelarska Simone (Rachel Roberts) som blir så framgångsrik att alla tror att Simone finns på riktigt.

## Rollista (urval)
| Al Pacino           | – Viktor Taransky          |
| Catherine Keener    | – Elaine Christian         |
| Evan Rachel Wood    | – Lainey Christian         |
| Rachel Roberts      | – Simone                   |
| Winona Ryder        | – Nicola Anders            |
| Jay Mohr            | – Hal Sinclair             |
| Pruitt Taylor Vince | – Max Sayer                |
| Jason Schwartzman   | – Milton                   |
| Claudia Jordan      | – Simone Lookalike         |
| Elias Koteas        | – Hank Aleno (okrediterad) |
| Rebecca Romijn      | – Faith (okrediterad)      |
| Joel Heyman         | – Male                     |

## Visning i Sverige
Simone gavs i Sverige ut av Svensk Filmindustri, först på bio i januari 2003 följt av på DVD och VHS senare under samma år.